# Рад
Рад, rad (англ. radiation absorbed dose) — позасистемна одиниця поглиненої дози іонізуючих випромінювань; відповідає енергії випромінювання 100 ерг, поглиненої речовиною масою 1 г. Дорівнює 0,01 Гр.
Позначається як «рад».